# Manfred Scheffner (Schiedsrichter)
Manfred Scheffner (* 11. Juni 1942; † 29. Januar 2015) war ein deutscher Fußballschiedsrichter.

## Sportlicher Werdegang
Der aus Nußloch stammende Scheffner pfiff ab Anfang der 1970er Jahre Spiele im höherklassigen deutschen Fußball. Nachdem er zunächst Spiele im Rahmen der zweitklassigen Regionalliga Süd geleitet hatte, gehörte er nach Einführung der 2. Bundesliga 1974 zu den dort regelmäßig eingesetzten Spielleitern. In der Bundesliga-Spielzeit 1975/76 kam der Vertreter des Badischen Fußballverbandes auch zu Einsätzen in der höchsten Spielklasse. Sein Debüt in der Bundesliga verzeichnete er beim 3:2-Heimerfolg von Eintracht Braunschweig gegen Werder Bremen am 30. August 1975. Dabei verteilte er sechs Gelbe Karten und einen Feldverweis für Wolfgang Grzyb, in dessen Folge Horst-Dieter Höttges per Strafstoß zum zwischenzeitlichen 1:1-Ausgleich traf. Im Saisonverlauf kam er zu insgesamt sechs Einsätzen, anschließend leitete er noch bis 1981 Spiele der 2. Bundesliga.